# Greensboro Generals
Die Greensboro Generals waren ein US-amerikanisches Eishockeyfranchise aus Greensboro, North Carolina. Die Spielstätte der Generals war das Greensboro Coliseum.

## Geschichte
Das Franchise wurde im Jahr 1999 gegründet und nahm seinen Spielbetrieb in der ECHL auf. Cheftrainer wurde Jeff Brubaker, der in seiner aktiven Karriere in der NHL spielte. Die Generals erreichten in ihrer Premierensaison in 70 Partien 47 Punkte, womit sie den letzten Rang der Northeast Division belegten. In der darauffolgenden Spielzeit verbesserten sich die Resultate, jedoch waren die Generals mit 59 Punkten noch weit davon entfernt die Play-offs zu erreichen. Die Saison 2001/02 endete ebenso enttäuschend und die Play-offs fanden abermals ohne die Generals statt. Die Spielzeit 2002/03 ging als die beste des Franchise in die Geschichte ein. Die Generals errangen in der regulären Saison 93 Punkte, die zum erstmaligen Einzug in die Play-offs führten. In der ersten Runde besiegten sie die Roanoke Express in vier Partien, bevor sie in der zweiten Runde den Atlantic City Boardwalk Bullies in vier Spielen unterlagen. Dies bedeutete der größte Erfolg in der Geschichte des Franchises. Die Spielzeit 2003/04 schlossen die Generals auf dem fünften Rang der Southern Division ab. Mit 82 Punkten in der regulären Saison wurden die Play-offs knapp verpasst, den qualifizierten South Carolina Stingrays genügte ein Punkt mehr für den Einzug in die Endrunde. Im Anschluss wurde das Franchise aufgelöst.

## Team-Rekorde

### Karriererekorde
Spiele: 209  Joel Irwin
Tore: 79  Sal Manganaro
Assists: 98  David Whitworth
Punkte: 164  Sal Manganaro
Strafminuten: 353  Sal Manganaro

## Bekannte Spieler
- Phil Berger
- Van Burgess
- James Desmarais
- Sam Ftorek
- Trevor Gillies
- Sergejs Naumovs